# Lowanna
Lowanna är en ort i Australien. Den ligger i kommunen Coffs Harbour och delstaten New South Wales, i den sydöstra delen av landet, omkring 430 kilometer norr om delstatshuvudstaden Sydney. Antalet invånare är 335.
Runt Lowanna är det ganska tätbefolkat, med 67 invånare per kvadratkilometer.. Närmaste större samhälle är Nana Glen, omkring 15 kilometer nordost om Lowanna. 
I omgivningarna runt Lowanna växer i huvudsak städsegrön lövskog. Genomsnittlig årsnederbörd är 1 518 millimeter. Den regnigaste månaden är januari, med i genomsnitt 324 mm nederbörd, och den torraste är oktober, med 6 mm nederbörd.